# Jean-Claude Dubois
Jean-Claude Dubois est un homme politique français né le 19 août 1742 à Mirebeau (Vienne) et décédé le 5 avril 1836 à Châtellerault (Vienne).

## Biographie
Jean-Claude Dubois est le fils de Jean Charles Dubois, notaire royal à Mirebeau, procureur, et de Marguerite de Marsay. Il épouse Marthe Renée Jeanne Haincque (sœur d'Adrien Pierre Marie Haincque).
Conseiller du roi et son procureur en la sénéchaussée de Châtellerault en 1768, maire de la ville en 1785, il est député du tiers état aux États généraux de 1789. 
De nouveau maire de Châtellerault à partir de 1801, il est nommé conseiller général de la Vienne sous le Consulat et président du tribunal de première instance de Châtellerault en 1816.
Il est fait chevalier de la Légion d'honneur le 17 août 1824.

## Pour approfondir